# Acanthocladus dichromus
Acanthocladus dichromus es una especie de Magnoliopsida del género Acanthocladus, de la familia Polygalaceae, del orden Fabales.

## Distribución
Acanthocladus dichromus se distribuye por Bolivia (La Paz, Santa Cruz); Brasil (Goiás, Ceara, Paraíba, Pernambuco, Bahia, Minas Gerais, Espirito Santo, Rio de Janeiro); Paraguay (Alto Paraguay, Amambay, Central, Concepción, Cordillera, Pres. Hayes); Argentina (Chaco, Corrientes, Formosa, Misiones).

## Taxonomía
Fue descrita científicamente por (Steud.) J.F.B.Pastore. Fue publicado por primera vez en Phytotaxa 286(1): 55. en 2016